# Aeropuerto de Bhuj
El Aeropuerto de Bhuj (IATA: BHJ, OACI: VABJ) se encuentra en Bhuj en el Distrito de Kutch del estado de Guyarat (India).
En los últimos años se ha construido una nueva terminal con un aparcamiento y un punto de recogida de viajeros. Durante este tiempo, Indian ha suspendido todos sus vuelos con el aeropuerto de Bhuj, y se construyeron los mostradores de facturación de Deccan aunque no han sido utilizados todavía.

## Aerolíneas y destinos
| Aerolíneas   | Destinos  |
| ------------ | --------- |
| Air India    | Bombay    |
| Alliance Air | Bombay    |
| Star Air     | Ahmedabad |

## Estadísticas
Ver fuente y consulta Wikidata.